# Tajfun Nina (1975)
Tajfun Nina – tajfun 4. kategorii w skali Saffira-Simpsona, który przeszedł w sierpniu 1975 przez tereny Tajwanu i Chin. W Chinach, na skutek ogromnych powodzi spowodowanych towarzyszącymi opadami zniszczeniu uległa tama Banqiao i Shimantan. W wyniku powodzi zginęło 26 tys. osób, a później – na skutek głodu – jeszcze około 145 tys. osób.
Tajfun powstał pod koniec lipca 1975 nad morzem Filipińskim. Utworzona formacja przemieszczała się na zachód, jednocześnie rosnąc w siłę. Cyklon rozwinął się w ostatnich godzinach 1 sierpnia. Dotarł nad Tajwan i osiągnął prędkość 185 km/h (w porywach do 222 km/h). Gdy uderzył w okolicy nadmorskiego miasta Hualian osłabł już i był tajfunem 3. kategorii. Osłabiony, dotarł nad chińską prowincję Fujian i dalej do Henan, gdzie w pobliżu Zhumadian ciepłe, wilgotne powietrze napotkało chłodne masy powietrza z północy. Tajfun przekształcił się w sztorm tropikalny. W dniach 5, 6 i 7 sierpnia suma opadów spowodowała gwałtowny wzrost poziomu wód w tamach na rzece Ru. 8 sierpnia niemal równocześnie runęły tamy Banqiao i Shimantan. Ogromne zbiorniki opróżniły się w ciągu kilku godzin, a wysoka fala powodziowa spowodowała śmierć 26 tys. osób. Na zniszczonych terenach wybuchła fala głodu, w konsekwencji którego zmarło około 145 tys. kolejnych osób.